# 栄 (日進市)
栄（さかえ）は、愛知県日進市の町名。現行行政地名は栄一丁目から栄五丁目。

## 地理
日進市南部に位置し、東は折戸町、西は折戸町・南ケ丘、南は愛知郡東郷町白鳥、北は折戸町・東山と接する。
名鉄豊田線 日進駅を中心とする地域で、1980年代後半から分譲マンションや商業施設が次々と建設されている。

## 歴史

### 町名の由来
町の玄関口として栄えてほしいとの願いから付けられたものである。

### 沿革
- 1989年（平成元年）6月 - 当時の日進町大字折戸の一部より、同町栄一丁目が成立[1]。
- 1994年（平成6年）10月1日 - 市制施行に伴い、日進市栄となる。
- 1997年（平成9年）1月18日 - 折戸町（寺脇・出屋敷・梨子ノ木・中ノ狭間・東山・福池・前田）の一部より、栄二～五丁目が成立[6][7]。

## 世帯数と人口
2019年（令和元年）7月1日現在の世帯数と人口は以下の通りである。
| 町丁 | 世帯数    | 人口    |
| ---- | --------- | ------- |
| 栄   | 2,990世帯 | 7,737人 |

### 人口の変遷
国勢調査による人口の推移
| 1995年（平成7年）  | 2,667人 | [ 8 ]  |  |
| 2000年（平成12年） | 5,862人 | [ 9 ]  |  |
| 2005年（平成17年） | 7,762人 | [ 10 ] |  |
| 2010年（平成22年） | 7,668人 | [ 11 ] |  |
| 2015年（平成27年） | 7,577人 | [ 12 ] |  |

## 学区
市立小・中学校に通う場合、学区は以下の通りとなる。また、公立高等学校に通う場合の学区は以下の通りとなる。
| 丁目     | 小学校                                | 中学校                                  | 高等学校 |
| -------- | ------------------------------------- | --------------------------------------- | -------- |
| 栄一丁目 | 日進市立南小学校 日進市立梨の木小学校 | 日進市立日進中学校 日進市立日進東中学校 | 尾張学区 |
| 栄二丁目 | 日進市立梨の木小学校                  | 日進市立日進東中学校                    | 尾張学区 |
| 栄三丁目 | 日進市立南小学校 日進市立梨の木小学校 | 日進市立日進中学校 日進市立日進東中学校 | 尾張学区 |
| 栄四丁目 | 日進市立梨の木小学校                  | 日進市立日進東中学校                    | 尾張学区 |
| 栄五丁目 | 日進市立梨の木小学校                  | 日進市立日進東中学校                    | 尾張学区 |

## 施設
- トヨタ自動車日進研修センター
- フィール日進店
- コープあいち日進店
- サンドラッグ日進駅前店
- Vドラッグ日進栄店
- 日進栄郵便局

## 交通

### 鉄道
名古屋鉄道（名鉄）
■ 豊田線 日進駅

### 道路
- 愛知県道57号瀬戸大府東海線

## その他

### 日本郵便
- 郵便番号 : 470-0113[4]（集配局：日進郵便局[15]）。